# L'Homme qui a aimé les Néréides
L'Homme qui a aimé les Néréides est une nouvelle du recueil Nouvelles orientales de Marguerite Yourcenar, paru en 1938.

## Résumé
Dans une île grecque, le fils d'un des paysans les plus riches de l'île, Panégyotis, en cherchant un vétérinaire pour ses moutons, rencontre.           les Néréides. Ces fées, belles, nues, rafraîchissantes, sont également dangereuses. Quiconque les voit perd la parole et la faculté de penser. Panégyotis, séduit par les Néréides, s'accouple avec elles et perd définitivement la raison, la vue et la parole. Il finira sa vie, mendiant de quoi survivre, mais avec pour maîtresses les fées. Les nymphes et les Néréides sont des divinités, des esprits de la nature, elles sont féminines, peuplent la campagne, les bois et les eaux, symbolisent la grâce et la divinité. Marguerite Yourcenar ravive les récits anciens.
Le destin de Panégyotis semble tracé, mais sa route est détournée par sa rencontre avec les nymphes. Dans l'histoire, quelqu'un nous raconte une histoire, c'est un récit-cadre. Cette nouvelle fait un portrait des Néréides, leur beauté est renforcée : "vraiment fatales". Panégyotis est métamorphosé par les nymphes ce qui montre bel et bien leur réelle dangerosité… Panégyotis perd avant tout son expression langagière, le langage est désarticulé, Panégyotis se retrouve seul face à ce secret, préservé à tout jamais.